# Paralomis jamsteci
Paralomis jamsteci is een tienpotigensoort uit de familie van de Lithodidae. De wetenschappelijke naam van de soort is voor het eerst geldig gepubliceerd in 1990 door Takeda & Hashimoto.